# Park Sung-woong
Đây là một tên người Triều Tiên, họ là Park.
Park Sung-woong (sinh ngày 9 tháng 1 năm 1973) là một nam diễn viên Hàn Quốc. Anh ra mắt khán giả lần đầu tiên trong bộ phim No.3 năm 1997. Sau đó, anh tham gia vai chính trong một số bộ phim truyền hình và điện ảnh Hàn Quốc, đặc biệt là vai diễn xã hội đen trong bộ phim Thế giới Mới (2013) và kẻ giết người hàng loạt trong bộ phim điện ảnh The Deal (2015).

## Đời sống cá nhân
Park Sung-woong kết hôn với nữ diễn viên Shin Eun-jung vào ngày 18 tháng 10 năm 2008. Họ quen nhau khi tham gia đóngThe Legend (2007), trong phim họ là người yêu của nhau.

## Danh sách phim

### Phim điện ảnh
| Năm  | Tên                             | Vai diễn                   | Notes          |
| ---- | ------------------------------- | -------------------------- | -------------- |
| 1997 | No. 3                           |                            |                |
| 1998 | Story of Man                    |                            |                |
| 1998 | Nếu Mặt trời mọc ở phương Tây   |                            |                |
| 1998 | Thành phố mặt trời mọc          |                            |                |
| 2000 | The Foul King                   | Vision wrestler            |                |
| 2002 | KT                              |                            |                |
| 2002 | Sự hồi sinh của cô bé bán diêm  |                            |                |
| 2003 | Chàng trai lên sao hỏa          | Kyung-soo                  |                |
| 2005 | Cô gái quyến rũ                 | Chồng cũ Jeong-hae         |                |
| 2005 | Ngài Socrates                   | Han-doo                    |                |
| 2005 | Vô ảnh kiếm                     | Mabul                      |                |
| 2006 | Hoa hướng dương                 | Choi Min-seok              |                |
| 2008 | Thành phố tội ác                | Thám tử Hong Chang-hwa     | Khách mời      |
| 2009 | The Weird Missing Case of Mr. J | Karaoke bar waiter         | Khách mời      |
| 2009 | Đêm trắng                       | Cha Seung-jo               |                |
| 2009 | Girlfriends                     | Jin's husband              | Khách mời      |
| 2010 | A Friend in Need                | Kang Jung-hoon             |                |
| 2011 | Hit                             | Chul-soo                   |                |
| 2013 | New World                       | Lee Joong-gu               |                |
| 2013 | The Gifted Hands                | Chul-hyun                  |                |
| 2013 | Horror Stories 2                | Manager Park               | Segment: "444" |
| 2013 | Commitment                      | Ri Young-ho                | Khách mời      |
| 2014 | Man in Love                     | Barbershop customer        | Khách mời      |
| 2014 | Tabloid Truth                   | Cha Seong-joo              | [ 4 ]          |
| 2014 | The Fatal Encounter             | Hong Guk-yeong             |                |
| 2014 | Man on High Heels               | Prosecutor Hong            |                |
| 2014 | For the Emperor                 | Jeong Sang-ha              | [ 5 ]          |
| 2015 | The Deal                        | Gang-chun                  | [ 6 ]          |
| 2015 | The Shameless                   | Park Joon-gil              |                |
| 2015 | Office]                         | Choi Jong-hoon             | [ 7 ] [ 8 ]    |
| 2016 | Công Tố Viên Hung Bạo           | Yang Min-woo               | [ 9 ]          |
| 2016 | Tình yêu giả dối                | Police Chief               | [ 10 ]         |
| 2016 | Operation Chromite              | Park Nam-chul              | Khách mời      |
| 2017 | The Tooth and the Nail          | Công tố viên Song Tae-seok | [ 12 ]         |
| 2017 | V.I.P.                          | NIS Executive              |                |
| 2017 | Method                          | Jae-ha                     | [ 13 ] [ 14 ]  |
| 2017 | Vòng xoay lừa đảo               | Kwak Seung-gun             | [ 15 ]         |
| 2018 | Đại chiến thành Ansi            | Li Shimin                  | [ 16 ]         |
| 2018 | Monstrum                        | Jin-yong                   | [ 17 ]         |
| 2018 | Happy Together                  | Kang Suk-jin               | [ 18 ]         |
| 2019 | Đại ca hóa soái ca              | Jang Pan-soo               | [ 19 ]         |
| 2019 | Công dân Kane                   | Myeong-hwan                | [ 20 ]         |
| 2019 | Okay Madam!                     | Suk Hwan                   | [ 21 ]         |
| 2020 | The Closet                      | Bố Myung-jin               |                |

### Phim truyền hình
| Năm  | Tiêu đề                                  | Vai diễn                 | Kênh      | Chú thích         |
| ---- | ---------------------------------------- | ------------------------ | --------- | ----------------- |
| 2002 | Sunshine Hunting                         | Moon Doo-shik            | KBS2      |                   |
| 2007 | Người đàn bà hạnh phúc                   | Choi Joon-shik           | KBS2      |                   |
| 2007 | Several Questions That Make Us Happy     |                          | KBS2      |                   |
| 2007 | The Legend                               | Jumuchi                  | MBC       |                   |
| 2008 | East of Eden                             | Baek Sung-hyun           | MBC       | →                 |
| 2009 | Cain and Abel                            | Oh Kang-chul             | SBS       |                   |
| 2009 | Tae-hee, Hye-kyo, Ji-hyun                | Sung-woong               | MBC       |                   |
| 2010 | Vua bánh mì                              | Jo Jin-goo               | KBS2      |                   |
| 2010 | All My Love                              | Dong Dong boss           | MBC       | Khách mời         |
| 2010 | Âm mưu Athena                            | Đặc vụ Bắc Hàn Jin-young | SBS       | Khách mời         |
| 2011 | Big Heat                                 | Hwang Ja-soo             | E Channel |                   |
| 2011 | Tướng quân Gye Baek                      | Kim Yushin               | MBC       |                   |
| 2011 | Birdie Buddy                             | Choi Dong-kwan           | tvN       |                   |
| 2011 | The Peak                                 | Kang Moon-seok           | MBC       |                   |
| 2011 | Glory Jane                               | Seo In-chul              | KBS2      | [ 22 ]            |
| 2012 | Mặt nạ cô dâu                            | Dong-jin                 | KBS2      |                   |
| 2012 | Drama Special "Butcher Barber"           | Woo-jin                  | KBS2      |                   |
| 2013 | She Is Wow!                              | Gong Jung-han            | tvN       |                   |
| 2013 | Drama Special "The Strange Cohabitation" | Lee Soo-hyun             | KBS2      | [ 23 ]            |
| 2015 | Ẩn danh                                  | Jang Moo-won             | tvN       | [ 24 ]            |
| 2015 | Remember                                 | Park Dong-ho             | SBS       | [ 25 ]            |
| 2016 | Đội đặc nhiệm số 38                      | Cannon carrier boss      | OCN       | Khách mời         |
| 2017 | Man to Man                               | Yeo Woon-gwaang          | JTBC      | [ 26 ]            |
| 2018 | Chào mừng bạn đến với Waikiki            | Park Sung-woong          | JTBC      | Khách mời (tập 1) |
| 2018 | Life on Mars                             | Kang Dong-chul           | OCN       | [ 27 ] [ 28 ]     |
| 2018 | The Smile Has Left Your Eyes             | Yoo Jin-gook             | tvN       | [ 29 ]            |
| 2019 | When the Devil Calls Your Name           | Mo Tae-gang              | tvN       | [ 30 ]            |
| 2019 | Hạ cách nơi anh                          | Tài xế Bắc Hàn           | tvN       | Khách mời (tập 4) |
| 2020 | Rugal                                    | Hwang Deuk-goo           | OCN       | [ 31 ]            |
| 2021 | Snowdrop                                 | Nam Tae-Il               | JTBC      |                   |

## Giải thưởng và đề cử
| Năm  | Giải thưởng                                    | Hạng mục                                     | Đề của         | Kết quả   |
| ---- | ---------------------------------------------- | -------------------------------------------- | -------------- | --------- |
| 2013 | Giải thưởng nghệ thuật Baeksang lần thứ 49     | Diễn viên phụ xuất sắc nhất                  | New World      | Đề cử     |
| 2013 | Giải thưởng điện Buil (22nd)                   | Diễn viên phụ xuất sắc nhất                  | New World      | Đề cử     |
| 2013 | 50th Grand Bell Awards                         | Diễn viên phụ xuất sắc nhất                  | New World      | Đề cử     |
| 2013 | Giải thưởng Điện ảnh Rồng Xanh lần thứ 34      | Diễn viên phụ xuất sắc nhất                  | New World      | Đề cử     |
| 2014 | Korea Best Dresser Awards                      | Actor Best Dresser Award                     | —              | Đoạt giải |
| 2015 | Giải thưởng nghệ thuật Baeksang lần thứ 51     | Diễn viên phụ xuất sắc nhất                  | The Deal       | Đề cử     |
| 2016 | SBS Drama Awards                               | Special Acting Award, Actor in a Genre Drama | Remember       | Đoạt giải |
| 2019 | Korean Culture and Entertainment Awards (27th) | Nam diễn viên chính xuất sắc nhất trong phim | The Dude in Me | Đoạt giải |